# Energisa Minas Gerais
A Energisa Minas Gerais é uma empresa concessionária de distribuição de energia elétrica. Sua origem vem ao encontro do início da eletrificação de Minas Gerais e foi o embrião que originou todo Grupo Energisa.

## História
A história da Energisa Minas Gerais se deu em 1905, quando da fundação da Companhia Força e Luz Cataguases-Leopoldina (CFLCL), na cidade de Cataguases. Três anos depois, acontece a inauguração da primeira usina hidrelétrica da empresa, a Usina Maurício com 800kw de potência. Em 1910 a CFLCL adquire a Serviços Elétricos da cidade de Muriaé. Em 1918, a CFLCL entra na cidade de Rio Pomba após comprar a Companhia Pomboense de Eletricidade.Crescendo, em 1949 acontece a consolidação da Empresa Força e Luz Além Paraíba, na cidade de Além Paraíba. Em 1977, a CFLCL entra na cidade de Manhuaçu através da compra da Companhia Leste Mineira de Eletricidade. Em 1994, a CFLCL compra Empreza Industrial Mirahy, em Miraí e, 1996, adquire a concessão na cidade de Sumirouro.
Em 1999 é estabelecida a Cat-Leo SA, empresa de Geração e Transmissão de energia elétrica. Desta forma, as operações de distribuição de energia e de geração são separadas, ficando a CFLCL somente com a distribuidora. No ano de 2008, o Grupo Cataguases-Leopoldina tem sua marca renovada e torna o Grupo Energisa e a CFLCL passa a se chamar Energisa Minas Gerais, tendo o nome Energisa assim como todas as outras empresas do grupo.

## Área de concessão
A Energisa Minas Gerais atende 66 municípios da região leste do estado de Minas Gerais. Isso corresponde a uma área de 15.835km quadrados e a mais de 458.000 clientes. 